# Grébifoulque d'Afrique
Podica senegalensis
Genre
Espèce
Statut de conservation UICN

 LC  : Préoccupation mineure
La Grébifoulque d'Afrique (Podica senegalensis) ou grébifoulque du Sénégal, est une espèce d'oiseaux appartenant à la famille des Heliornithidae, seule espèce du genre Podica.

## Description

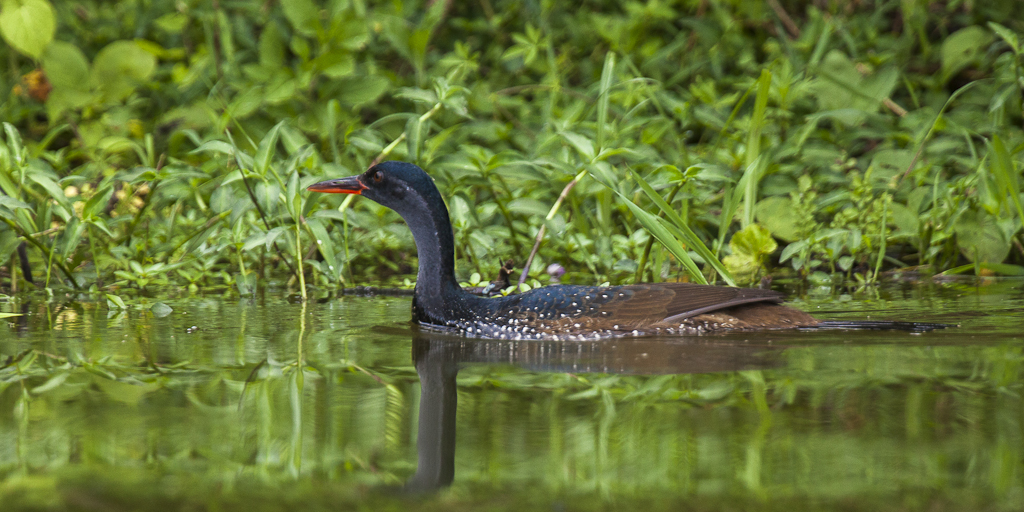
La sous-espèce P. s. camerunensis au, Ouganda.

C’est un oiseau aquatique assez grand, élancé, semblable à un canard (+/- 50 cm de long).
Le court bec et les pattes palmées sont orange vif. La queue est assez longue et foncée. Le dos, le dessous sont assez variables, brun à verdâtre ou encore gris tachetés. La gorge et l’avant du cou sont gris chez le mâle et blancs chez la femelle,. Cette dernière est plus brune que le mâle. Le juvénile est plus pâle que la femelle, moins tacheté, de couleur chamois-fauve du bas du coup jusqu’au flancs. Sa gorge est d’un blanc moins pur.

## Habitat
Cet oiseau se retrouve sur les cours d’eau permanents, dans les marécages et sur les eaux dormantes claires.

## Mode de vie
Ces oiseaux nagent lentement, la queue étalée sur la surface de l’eau. Ils sont plutôt discrets, et se déplacent en solitaire ou en couple. L’espèce se nourrit d’invertébrés, de grenouilles et de poissons. S’il est généralement silencieux, cette grébifoulque prononce parfois des caquètements rapprochés et secs : kiouh-kiouh-kiouh-kiuhh,.

## Répartition et sous-espèces
Selon la classification de référence du Congrès ornithologique international (15.1, 2025) il se répartit en quatre sous-espèces (ordre phylogénique) :
- P. s. camerunensis Sjöstedt, 1893 — du sud du Cameroun à l'ouest de l'Ouganda[6] plumage noirâtre ;
- P. s. petersii Hartlaub, 1852 — de l'Angola au Mozambique et l'Afrique du Sud ;
- P. s. senegalensis (Vieillot, 1817) — de la Sénégambie à l'Éthiopie ;
- P. s. somereni Chapin, 1954 — Kenya et nord-est de la Tanzanie.

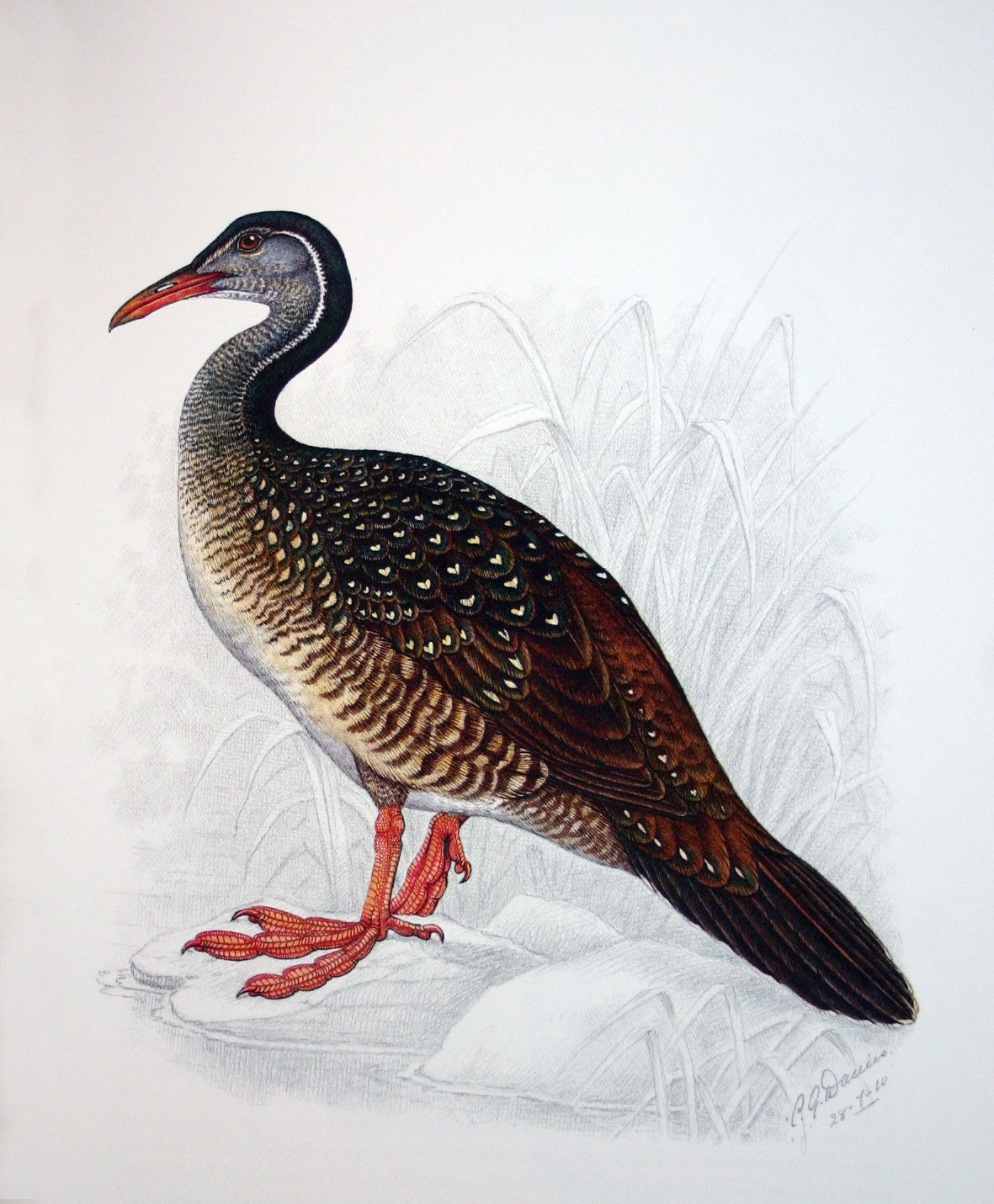
musée du Transvaal, Afrique du Sud